# フィンランド健康福祉センター
フィンランド健康福祉センターはフィンランド共和国が日本国内で行っているフィンランド健康福祉センタープロジェクト（FWBCプロジェクト）を指すこともあるが、プロジェクトという言葉なしで使う場合はフィンランド所在の会社を示す事が多い。
正式名称はFWBC Finland Oy。日本国内においてフィンランド健康福祉センターもしくはFWBCフィンランド社を通称名として使用。Managing DirectorはHilkka Tervaskari、ChairmanはJuha Korpinen。
フィンランド健康福祉センタープロジェクトの実施過程において2003年設立された。

## 会社構成
フィンランド健康福祉センタープロジェクトのメンバー企業のうち11社とフィンランド貿易局が母胎となって設立された半官半民の会社。設立目的は、フィンランド型介護コンセプトの日本での普及と、それに関連した技術や製品の紹介。
これらの活動をより有効的なものにするためにFWBCジャパン社が日本法人として2004年に仙台市に設立された。またプロモーション活動を効果的に行うため、フィンランド健康福祉センター（FWBCフィンランド社）の東京事務所が2006年に開設（代表・石見茂夫）された。

## 活動
フィンランド健康福祉センター（FWBCフィンランド社）とフィンランド貿易局、フィンランド大使館商務部が協力してFWBCコンセプトの普及を行っている。さらに、その一環としてフィンランド現地における介護教育セミナー・研修プログラムを作り上げ、希望する日本人を対象に研修を行っている（教育プログラム駐日代表・木村正裕）。
また現在、阿賀野フィンランド健康福祉センタープロジェクト、西条フィンランド健康福祉センタープロジェクトのコーディネーションを行っている。